# Neuenhof (Windeck)
Neuenhof ist eine Ortschaft in der Gemeinde Windeck im Rhein-Sieg-Kreis. Ein Ortsteil ist Engelsbruch, ein weiterer war Bitzerhof.

## Lage
Neuenhof liegt in einer Höhe von 200 m bis 220 m ü. NHN auf dem Nutscheid. Nachbarorte sind Rieferath im Norden, Gerressen im Süden und Ringenstellen im Nordwesten. Neuenhof wird von der Landesstraße 312 durchzogen, die es mit dem Geschäftsort Herchen verbindet. Engelsbruch liegt nordöstlich, Bitzerhof lag südöstlich von Neuenhof.

## Geschichte
Das Dorf gehörte zum Kirchspiel Herchen und bis 1969 zur Gemeinde Herchen.
1830 hatte der Hof acht Bewohner.
1845 hatte der Hof 18 Einwohner, davon 12 katholisch und 6 evangelisch, in drei Häusern, das isolierte Haus Engelsbruch hatte drei Einwohner.
1888 hatte Neuenhof 22 Bewohner in sechs Häusern, Engelsbruch bestand aus einem Haus mit elf Bewohnern.
1910 gab es in Neuenhof vier Haushaltungen: Ackerer Gustav Henrichs, Ackerer und Händler Johann Diedrich Lenz, Ackerer Anton Schüler und Ackerer und Zimmerer Franz Josef Schüler. Für Engelsbruch waren zwei Haushalte verzeichnet: Ackerer Anton Jost und Ackerer Heinrich Stockhausen.
1925 ist der Neuenhof als Mengenhof verzeichnet. Hier wohnten jetzt die Landwirte Josef und Wilhelm Schüler, Johann Diedrich Lenz und Gustav Henrichs sowie der Assistent Karl Schüler. In Engelsbruch  waren die Witwen von Anton Jost und Heinrich Stockhausen benannt, beide Landwirtin.
1950 sind bereits zwölf Haushalte für Neuenhof verzeichnet und drei für Engelsbruch.